# Vito Scotti
Vito Scotti (n. 26 ianuarie 1918, California, SUA – d. 5 iunie 1996, Woodland Hills⁠(d), California, SUA) a fost un actor american de film.

## Filmografie selectivă
- 1964 Rio Conchos, regia Gordon Douglas
- 1965 Expresul colonelului von Ryan (Von Ryan's Express), regia Mark RobsonVon
- 1969 Floarea de cactus (Cactus Flower), regia	Gene Saks
- 1972 Nașul (The Godfather), regia 	Francis Ford Coppola